# Priel (Naturschutzgebiet)
Das Naturschutzgebiet Priel befindet sich nahe dem Gemeindeteil Brünsee der Stadt Harburg (Schwaben) im Landkreis Donau-Ries, Regierungsbezirk Schwaben in Bayern. Das Priel umfasst eine Fläche von circa 5,8 ha. Die Inschutzstellung erfolgte am 4. September 1986. Das Gebiet ist Teil des knapp 3850 ha großen FFH-Gebiets 7029-371 "Wörnitztal". Es handelt sich um ein am westlichen Wörnitzufer gelegenes Schilf- und Quellgebiet.

## Lage
Das Priel befindet sich naturräumlichen in der südlichen Fränkischen Alb und wird damit dem Südwestlichen Mittelgebirge zugeordnet. Das Priel liegt an der südwestlichsten Grenze der Frankenalb, die durch den von der Wörnitz durchflossenen Meteoritenkrater des Nördlinger Ries gebildet wird. Im Westen des Priel steigt das Gelände bereits zur Schwäbischen Alb an. 

## Schutzziele und Arten

### Geologie
Das Naturschutzgebiet beherbergt die größte Jura-Karstquelle Schwabens. Außerdem liegt es flächig im Überschwemmungsgebiet der Wörnitz und ist selbst bei kleineren Hochwasserereignissen bereits überflutet. Diese Kombination aus Flussnähe und stetig aus den Karstquelltöpfen an die Oberfläche tretendem Wasser haben zur Entstehung eines ausgedehnten Feuchtbiotops geführt. 

### Flora
Das Kerngebiet des Priel wird von einem flächigen Röhricht gebildet. Aufgrund der dauerhaft nassen Verhältnisse wurde dieser Bereich von menschlichen Eingriffen weitestgehend verschont und konnte sich natürlich entwickeln. In den Randbereichen haben sich Feuchtgebüsche angesiedelt. Die Grenzen des Gebiets sind mit mächtigen Weiden bestanden. An das Röhricht grenzend befinden sich artenreiche Nasswiesen. 

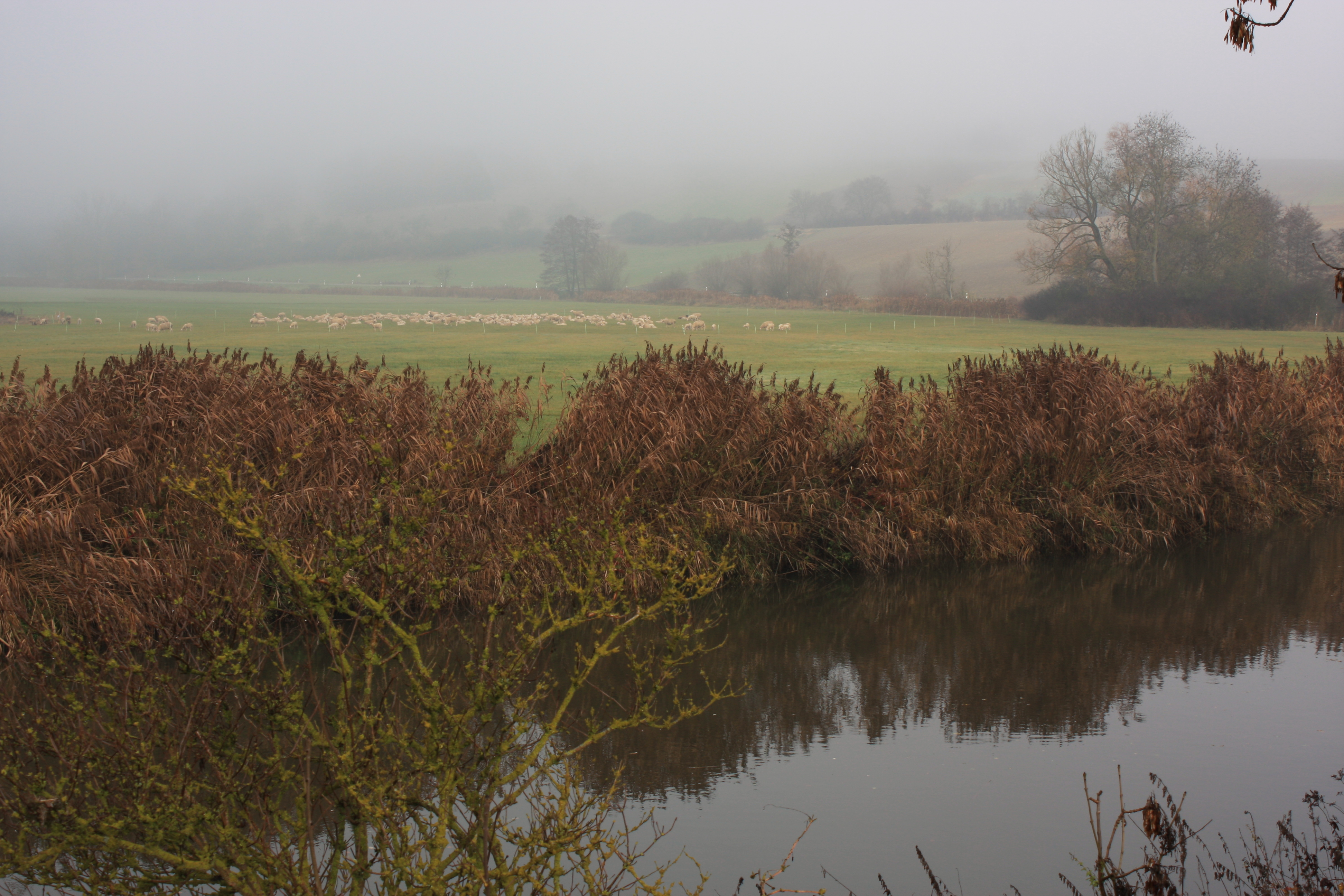
Blick auf das Priel in der Wörnitzschleife

Das Priel bietet besonders feuchteliebenden Arten einen letzten weitestgehend ungestörten Rückzugsort, da zahlreiche Feuchtgebiete im Laufe der Flurbereinigungen des letzten Jahrhunderts entwässert und dadurch zerstört wurden. Im Naturschutzgebiet existieren noch größere Vorkommen etlicher Pflanzen die in der Rote Liste gefährdeter Arten geführt werden. Zu diesen Zählen beispielsweise die Schachbrettblume, der Röhricht-Gold-Hahnenfuß und der Sumpflöwenzahn. 

### Fauna
Das ausgedehnte Feuchtbiotop stellt auch für zahlreiche Tiere ein geeignetes Habitat dar. So werden die Röhrichte und Feuchtgebüsche von zahlreichen Vögeln bewohnt. Hierunter sind auch seltene Arten wie der Feldschwirl und das Blaukehlchen. Die Nasswiesen wiederum werden von Feldvögeln wie Kiebitz und Schafstelze bewohnt. Neben den zahlreichen Vogelarten bietet das Priel auch Wirbellosen ein geeignetes Habitat. Insbesondere Libellen, die einen Teil ihres Lebens im Wasser verbringen, sind mit etwa 15 Arten in dem kleinen Gebiet vertreten. 

## Pflege und Nutzung

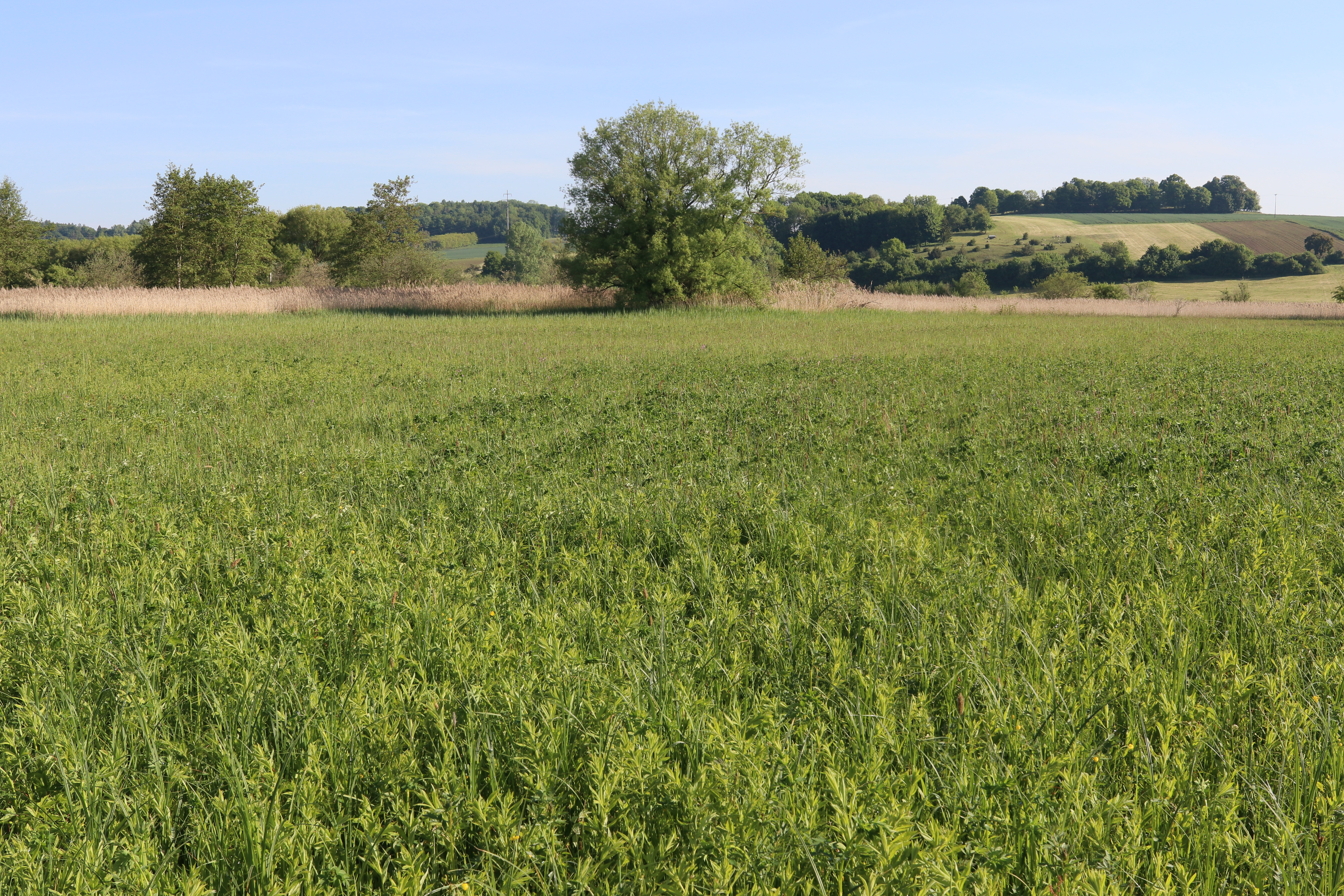
Blick Richtung Norden auf das Naturschutzgebiet Priel. Im Vordergrund eine artenreiche Nasswiese, im Hintergrund das quellumgebende Röhricht.

Das Priel liegt heute im Eigentum des Landkreis Donau-Ries und wird von der unteren Naturschutzbehörde in Zusammenarbeit mit dem Landschaftspflegeverband Donau-Ries und lokalen Landwirten gepflegt. Während die Röhrichte im Kernbereich der Quelltöpfe ihrer natürlichen Entwicklung überlassen werden, werden die Nasswiesen über eine regelmäßige Mahd gepflegt, um ein Zuwachsen der Bestände und eine letztliche Verschilfung und Verbuschung zu verhindern. Außerdem werden durch die Abfuhr des Mahdguts der Fläche regelmäßig wieder Nährstoffe entzogen, die durch Wörnitzhochwasser und Lufteinträge zu einer langsamen Eutrophierung der Flächen führen würden. Das Naturschutzgebiet ist äußerlich über einen geschotterten Wirtschaftsweg zu erreichen, aufgrund der dauerhaft nassen Verhältnisse sowie der dichten Vegetation ist das Kerngebiet nicht allgemein zugänglich.